# Hieronymus Mencel
Hieronymus Mencel (auch: Menzel, Mencelius, Mentzel; * 22. Februar 1517 in Schweidnitz; † 25. Februar 1590 in Eisleben) war ein deutscher evangelischer Theologe.

## Leben
Der Sohn des Tuchmachers Hans Mencel und dessen Frau Anna (geb. Schmidichen) besuchte ab seinem siebenten Lebensjahr die Schule seiner Heimatstadt. Durch widrige Umstände wurde seine Ausbildung dort immer wieder unterbrochen. Trotz der beschränkten finanziellen Verhältnisse seiner Eltern konnte er auf Fürsprache eines Adligen 1535 die Schule in Goldberg besuchen, wo er sich unter der Leitung von Valentin Friedland prächtig entwickelte. Dort übernahm er auch Lehraufgaben und konnte sich so die finanziellen Mittel erwerben, um sich im Sommersemester 1540 an der Universität Wittenberg zu immatrikulieren. Dort verlegte er sich vor allem auf ein Studium der Theologie und besuchte die Vorlesungen von Martin Luther, Philipp Melanchthon, Justus Jonas dem Älteren, Johannes Bugenhagen und Caspar Cruciger dem Älteren.
1541 wechselte er an die Universität Leipzig. In Leipzig fand er Aufnahme im Haus des Bernhard von Ziegler, wo ihm zur Ausbildung acht junge Adlige zugeteilt wurden. Nebenher besuchte er die Vorlesungen des Caspar Borner und des Joachim Camerarius des Älteren. Letzterer war es auch, der ihm am 5. August 1542 eine Schullehrerstelle in Eisleben verschaffte. So konnte er sich die finanzielle Grundlage schaffen, um sich am 24. Februar 1551 an der Universität Wittenberg den akademischen Grad eines Magisters der sieben Freien Künste zu erwerben. Dies hatte zur Folge, dass er zurückgekehrt nach Eisleben zum Konrektor der Schule wurde.
Am 17. März 1553 wurde er von Graf Hans Albrecht von Mansfeld als Pfarrer an die St. Nikolaikirche in Eisleben berufen und durch den Abgang des Erasmus Sarcerius wurde er von den Mansfelder Grafen am 16. Mai 1560 zum Generalsuperintendenten berufen. Nachdem er in diesem Amt am 29. Mai bestätigt worden war, übernahm er das damit verbundene Pfarramt an der St. Andreaskirche, visitierte fünf Mal die Grafschaft, hat seine Aufgabenbereiche überwacht und an fünf theologischen Synoden teilgenommen. Vor allem ist er als Gegner der Gnesiolutheraner, vor allem bei Cyriakus Spangenberg in Erscheinung getreten. Sein Werkschaffen umfasst zahlreiche Predigten, Postillen, Trostschriften und polemische Werke. Sein Leichnam wurde am 1. März 1590 in der St. Andreaskirche beigesetzt.

## Familie
Mencel war drei Mal verheiratet. Seine erste Ehe schloss er am 4. Mai 1544 mit Helene Beichling († 20. Mai 1568). Nachdem seine erste Ehefrau verstorben war, ging er mit Anna Fahr (Faber † 8. Oktober 1577) am 5. September 1569 seine zweite Ehe ein. Als auch diese Frau verstarb, ehelichte er am 26. Februar 1579 Catharina Schütze, die Witwe des Feister Pfarrers Christian Coelius. Seine Ehen blieben jedoch kinderlos.

## Werkauswahl
- Postilla, das ist Außlegung der Euangelien, so auff die Sontage, Heupt vnd andere Fest durchs gantze Jahr in der Christlichen Kirchen gelesen werden, Fuernemlich auß Gottes Wort vnd D. Luthers Schrifften. Leipzig 1596.
- Abfertigung Des Spangenbergischen Irrthumbs Von der Erbsuende. Mit Kurtzer Erzelung Wie Dieser Streit in Die Graffschaft Mansfeld Komen Ist. Sampt Rettung Der Spreuche Heiliger Schrift Und Lutheri. Auch Kurtze Und Richtige Bekenntnis Von Der Erbseunde. Durch Die Prediger in Der Graffschaft Mansfeld in Irem Christlichen Synodo zu Eisleben Verfasset. Halle 1576.
- Eine Newe Spangenbergische Bekentnis Von Der Erbseunde Das Sie Eigentlich Sey Unserer Verderbte Menschliche Natur Und Greundliche Widerlegung Derselben/ Geschrieben Zum Unterricht Und Warnung Für Die Einfeltigen, Sich Euer Falscher Irre zu Halten. Eisleben 1575.
- Kurtze Verzeichnis Etlicher grober irrthumbe Mit Welchen Die Eingedrungne Miedlinge in Eisleben Und Anderer Orte Der Graffschaft Mansfelt Behassetet Sein. Den Einfeltigen Christen zu Warnung Und Unterricht Furgestellet. Eisleben 1575.
- Beweis Und Erzehlung, in Welchen Stuecken Und Reden Die Itzigen Prediger Zu Mansfeld Und Ire Verwandten Sich Mit Den Alten Manicheern Vergleichen. Auff Iren Trotz Und Vielfaeltige Anforderung Auch zu Widerlegung Beschwerlicher Cadumnien Geschrieben Durch Die Prediger zu Eisleben. Eisleben 1574.

## Weblink
- Biographie und Predigten des Hieronymus Mencel in der Glaubensstimme